# Kollum
Kollum (dolnoniemieckie: Kölm) – miejscowość we Fryzji w Holandii, główny ośrodek gminy Kollumerland en Nieuwkruisland. W styczniu 2017 roku liczyła około 5529 mieszkańców. W wiosce znajduje się odrestaurowany wiatrak Tochmaland.

## Historia
Było to miejsce bitwy podczas wojny osiemdziesięcioletniej, 19 lipca 1581 roku.
Wioska trafiła na pierwsze strony gazet po zabójstwie Marianne Vaatstra i kolejnych zamieszkach, które miały miejsce w tym regionie w 1999 roku. Sprawa została rozwiązana dopiero 13 lat po morderstwie, gdy sprawca został aresztowany po porównaniu próbek DNA.

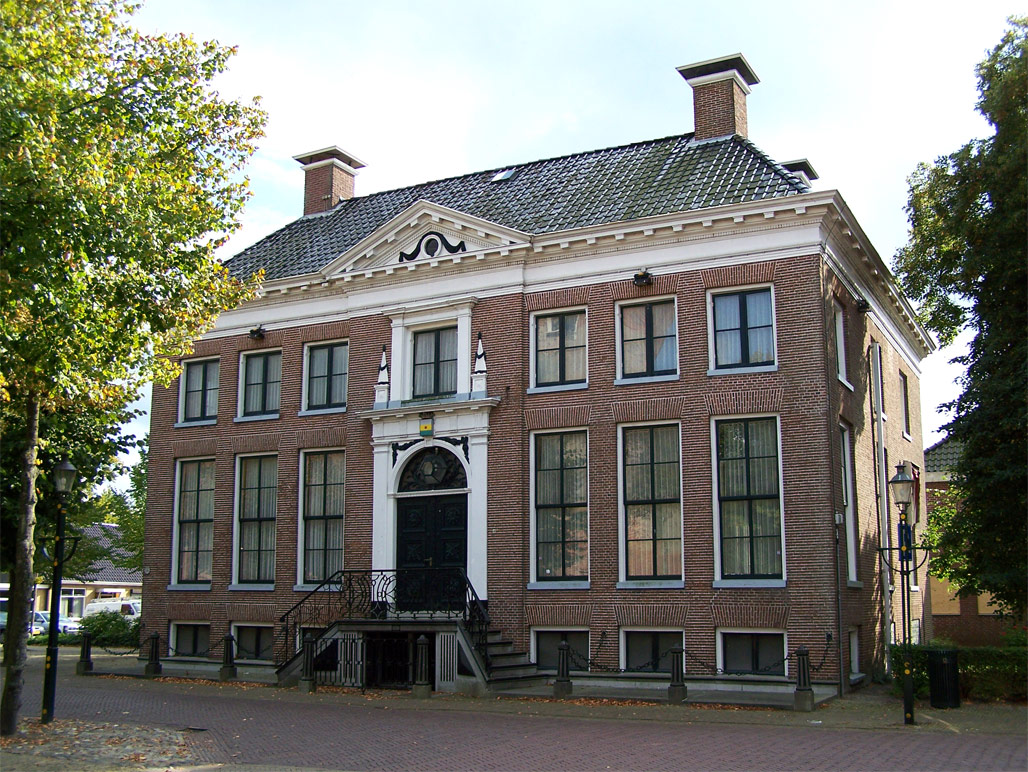
Stary ratusz
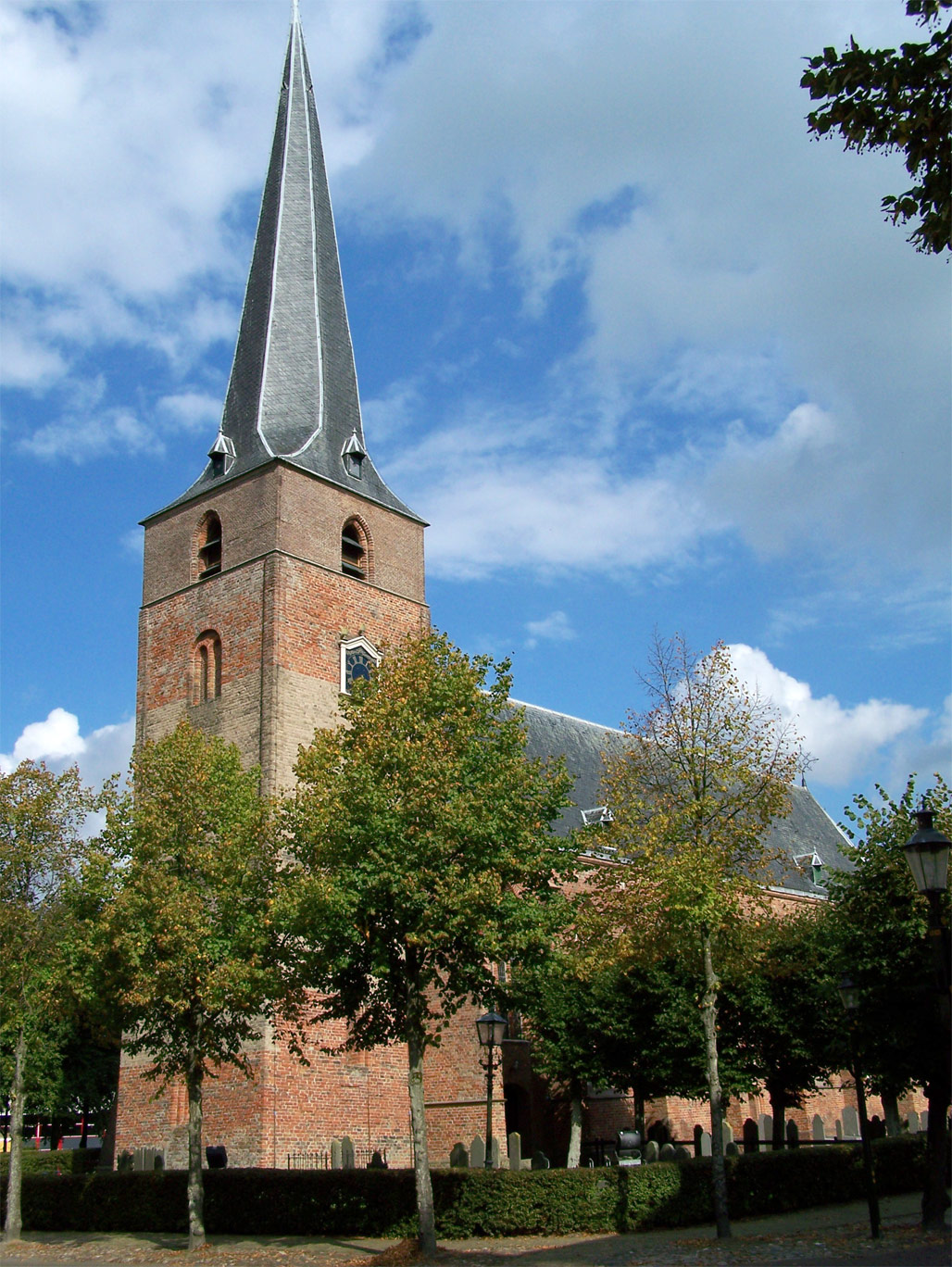
Kościół św. Marcina